# بوبي فريزر
بوبي فريزر (بالإنجليزية: Bobby Frazier)‏ هو مدير فني أمريكي، ولد في 20 يناير 1943 في ميامي في الولايات المتحدة.